# Rhaphidorrhynchium cambouei
Rhaphidorrhynchium cambouei är en bladmossart som beskrevs av Brotherus 1925. Rhaphidorrhynchium cambouei ingår i släktet Rhaphidorrhynchium och familjen Sematophyllaceae. Inga underarter finns listade i Catalogue of Life.